# Bezirk Cesvaine
Der Bezirk Cesvaine (Cesvaines novads) war ein Bezirk im Nordosten Lettlands in der historischen Landschaft Vidzeme, der von 2009 bis 2021 existierte. Bei der Verwaltungsreform 2021 wurde der Bezirk aufgelöst, sein Gebiet gehört seitdem zum neuen Bezirk Madona.

## Geographie
Das ländliche Gebiet ist hügelig und reich an Wäldern. Im Süden verläuft die Bahnlinie Riga-Gulbene.

## Bevölkerung
Der Bezirk bestand aus der Landgemeinde (pagasts) Cesvaine. Verwaltet wurde die Gemeinde von der Stadt Cesvaine aus. Im Jahre 2010 lebten 3114 Einwohner im Bezirk, 2020 waren es nur noch 2266.